# Петрова Слатина
Петрова Слатина је насељено место у општини Шодоловци, у источној Славонији, Република Хрватска.

## Историја
До територијалне реорганизације у Хрватској насеље се налазило у саставу бивше општине Осијек.

### Други свјетски рат
Из колоније Петрова Слатина протерани су сви Срби добровољци и колонисти, а такође и из Аде у општини Маркушица, као и из многих других села. Исто је учињено и са колонистима из осјечког среза.

## Становништво
На попису становништва 2011. године, Петрова Слатина је имала 209 становника.

## Попис 1991.
На попису становништва 1991. године, насељено место Петрова Слатина је имало 319 становника, следећег националног састава:
| Попис 1991.‍  | Попис 1991.‍  | Попис 1991.‍ | Попис 1991.‍ | Попис 1991.‍ |
| ------------ | ------------ | ----------- | ----------- | ----------- |
|              |              |             |             |             |
| Срби         | Срби         |             | 275         | 86,20%      |
| Хрвати       | Хрвати       |             | 24          | 7,52%       |
| Југословени  | Југословени  |             | 8           | 2,50%       |
| Црногорци    | Црногорци    |             | 5           | 1,56%       |
| Мађари       | Мађари       |             | 1           | 0,31%       |
| Словенци     | Словенци     |             | 1           | 0,31%       |
| неопредељени | неопредељени |             | 1           | 0,31%       |
| непознато    | непознато    |             | 4           | 1,25%       |
| укупно: 319  |              |             |             |             |